# Stare Buczyce
Stare Buczyce – wieś w Polsce położona w województwie lubelskim, w powiecie bialskim, w gminie Janów Podlaski.
W latach 1975–1998 miejscowość administracyjnie należała do województwa bialskopodlaskiego.
Wieś jest sołectwem w gminie Janów Podlaski. Według Narodowego Spisu Powszechnego z roku 2011 wieś liczyła 173 mieszkańców.
Wierni Kościoła rzymskokatolickiego należą do parafii Trójcy Świętej w Janowie Podlaskim.